# Шаров, Николай Павлович
Николай Павлович Шаров (8 июня 1937, Москва — 26 июля 2001, Москва) — советский футболист, нападающий. Мастер спорта СССР.
Воспитанник ФШМ-2 Москва. В 1955—1956 годах играл за дубль московского «Спартака», в 1957—1958 был в составе ЦСКА МО. В дальнейшем играл за команды второго и третьего эшелонов СКВО Одесса (1959), «Трудовые Резервы» Липецк (1960), «Знамя Труда» Орехово-Зуево (1961—1963), «Труд» Воронеж (1963—1965), «Локомотив» Калуга (1965—1967),
«Урожай» Павловская (1967), «Торпедо» Люберцы (1968).
Финалист Кубка СССР 1962.